# Дольфус, Энгельберт
Э́нгельберт До́льфус (нем. Engelbert Dollfuß; 4 октября 1892, Тексингталь, Австро-Венгрия — 25 июля 1934[…], Вена, Сословное государство Австрия) — австрийский политический деятель, лидер Христианско-социальной партии, позднее Отечественного фронта. Канцлер Австрии в 1932—1934 годах. Убит путчистами.

## Биография
Родился 4 октября 1892 года в Тексинге (Нижняя Австрия). После окончания средней школы намеревался стать священником, и поэтому поступил в Венский университет и начал изучать теологию, но через несколько месяцев сменил курс и начал изучать право в 1912 году. Будучи студентом, зарабатывал себе на жизнь уроками. Начал политическую карьеру секретарём фермерского союза Нижней Австрии.
Когда началась Первая мировая война, попытался записаться добровольцем на фронт, но ему было отказано по причине низкого роста. Тем не менее, вновь попробовал записаться на службу в армию, и, несмотря на то, что он не соответствовал минимальным стандартам роста, был принят. Будучи добровольцем, имел право выбирать подразделение, в котором будет служить, и выбрал тирольское ополчение. Вскоре он был повышен до звания капрала. Воевал на Итальянском фронте к югу от Тироля. В 1916 был присвоен чин лейтенанта.
В 1927 году основал Сельскохозяйственную палату Нижней Австрии. В 1931 году стал генеральным директором Австрийской железнодорожной сети, затем министром сельского хозяйства в правительстве Австрии.

### Диктатура Дольфуса
13 мая 1932 года глава аграрного ведомства Э. Дольфус был избран канцлером Австрии и министром иностранных дел. Активно противостоял политике аншлюса Австрии, проводимой лидером НСДАП Гитлером. Дольфуса привлекал итальянский фашизм, и он заручился поддержкой Италии в своём противостоянии с нацистской Германией. В обмен на радикальные внутриполитические реформы фашистского толка, обещанные Дольфусом, премьер Италии Муссолини гарантировал независимость Австрии.
В начале 1933 года наложил запрет на деятельность нацистов в Австрии. Союзник Австрии фашистский диктатор Италии Бенито Муссолини оценил запрет нацистской партии как позитивный шаг и рекомендовал ему заодно запретить левые партии. В целях предотвращения политических выступлений как нацистов, так и левых партий Дольфус отказался от созыва парламента и установил в Австрии авторитарный режим, известный как австрофашизм, приостановив действие конституции.
Мировой экономический кризис 1929—1933 годов затронул и Австрию. Население в городах обнищало и радикализировалось.
12 февраля 1934 года анархисты и социалисты подняли вооруженное восстание в Линце, в тот же день подхваченное Веной и другими городами.
12 февраля 1934 года правительственные войска и хеймвер повернули артиллерию на Вену с целью устрашения восставших. Однако возникла перестрелка и было убито не менее 1000 человек и множество ранено. После подавления восстания левых Дольфус преобразовал единственную в стране партию, так называемую Христианско-социальную, в «Отечественный фронт», который был призван объединить всех «лояльных австрийцев» под одним знаменем. В мае 1934 года была принята новая конституция, на основе католических социальных принципов.

### Попытка переворота. Убийство канцлера

2 шиллинга 1934 г. — австрийская памятная монета, отчеканенная по поводу убийства Энгельберта Дольфуса

Однако австрийские нацисты, поддерживаемые из Берлина, начали кампанию широкомасштабного саботажа и террора, выводя из строя электростанции, административные здания и железные дороги, избивали и убивали сторонников Дольфуса. Высланные ранее из страны австрийские нацисты хлынули из Мюнхена назад в Австрию. Условия для нацистского путча были созданы. Лидерами путчистов были Артур Зейсс-Инкварт, Эрнст Кальтенбруннер и Одило Глобочник.
25 июля 1934 года около полутора сотен членов СС штандарта 89, для маскировки одетые в австрийскую военную форму, ворвались в федеральную канцелярию. При попытке к бегству Дольфус был ранен выстрелом в горло. Роковой выстрел произвел Отто Планетта — командир отряда СС. Нападавшие не позволили оказать ему какую-либо медицинскую помощь и потребовали от него передать власть нацистскому ставленнику А. Ринтелену. Когда канцлер категорически отказался, путчисты оставили его истекать кровью на диване (вскоре он скончался от потери крови). Однако заговорщики действовали неумело, и правительственным войскам, возглавляемым министром юстиции доктором Куртом фон Шушнигом, удалось взять верх. Когда Муссолини, имевший договор с Австрией, спешно выдвинул четыре дивизии на перевал Бреннер, Гитлеру пришлось отказаться от планов немедленного аншлюса.
После этих событий власть перешла к вице-канцлеру, доктору Курту фон Шушнигу, также стороннику независимости Австрии. Опираясь на «Отечественный фронт», новый канцлер попытался укрепить государство, но добиться оздоровления экономики, как и защитить Австрию от политики аншлюса ему не удалось.